# Min-Tanne
Die Min-Tanne (Abies recurvata) ist eine Pflanzenart aus der Familie der Kieferngewächse (Pinaceae) und kommt vor allem in Gebirgslagen und in hochgelegenen Flusstälern Südwestchinas vor.

## Beschreibung
Die Min-Tanne ist ein immergrüner Baum, der Wuchshöhen von 40 bis 60 Metern und Brusthöhendurchmesser von bis zu 2 Metern erreicht. Die raue und unregelmäßig geteilte Borke ist dunkelgrau bis rotbraun gefärbt. Teile der Borke können abblättern. Die Rinde der jungen Zweige ist zuerst gelblich bis gelblichgrau und färben sich im zweiten oder dritten Jahr grau.
Die 1 bis 7 Zentimeter langen und 2 bis 3,5 Millimeter breiten Nadeln stehen kammartig von den Zweigen weg. Die Nadeloberseite ist hellgrün, die Nadelunterseite blaugrün gefärbt. An der Nadelunterseite befinden sich zwei graugrüne Stomatabänder. Die Nadelspitze kann sowohl spitz als auch stumpf sein.
Die Blütezeit erstreckt sich von April bis Mai. Die 4 bis 14 Zentimeter langen und 3 bis 4 Zentimeter dicken Zapfen sind ellipsoid-oval bis zylindrisch oval geformt. Sie sind zuerst gelbgrün, bräunlich grün oder violett, zur Reife im Oktober hin bräunlich violett, braungelb oder braun gefärbt. Die nierenförmigen Samenschuppen werden 1,2 bis 1,4 Zentimeter lang und 1,2 bis 2,5 Zentimeter dick. Die Zapfenschuppen sind rund halb bis dreiviertel mal so lang wie die Samenschuppen. Die eiförmigen Samen werden mit dem Flügel zwischen 1,7 und 3 Millimeter groß und besitzen einen 3 bis 5 Millimeter großen, dunkelbraunen oder schwarzen Flügel.

## Vorkommen
Die Min-Tanne ist in China verbreitet. Das Verbreitungsgebiet erstreckt sich vom südlichen Sungqu, dem südwestlichen Gansu und dem westlichen Hubei entlang des Min Jiang bis in den Norden und Westen Sichuans, den Südosten des Autonomen Gebietes Tibet und den Nordwesten von Yunnan. Sie besiedelt vor allem Gebirge und hoch gelegene Flusstäler.
Die Min-Tanne ist eine Baumart des kühlen Klimas. Man findet die Art in Höhenlagen von 2300 bis 3800 Metern. Die Jahresniederschläge liegen zwischen 700 und 1000 mm. Es werden hauptsächlich Podsole besiedelt.
Die Art bildet vor allem mit anderen Nadelhölzern wie Abies fabri, Farges Tanne (Abies fargesii), der Schuppenrindigen Tanne (Abies squamata), Larix potaninii, Picea asperata, der Sargent-Fichte (Picea brachytyla), der Likiang-Fichte (Picea likiangensis), der Purpur-Fichte (Picea purpurea), Pinus armandii und der Taiwan-Hemlocktanne (Tsuga chinensis) Mischbestände. Es werden aber auch Mischbestände mit Eichen (Quercus) gebildet.

## Nutzung
Das harte Holz findet unter anderem als Konstruktionsholz und in der Zellstoffindustrie Verwendung. Weiters eignet es sich für Furniere.

## Systematik
Die Min-Tanne wird innerhalb der Gattung der Tannen (Abies) der Sektion Momi und der Untersektion Homolepoides zugeordnet.
Es werden zwei Varietäten unterschieden:
- Abies recurvata var. ernestii (Rehder) Rushforth kommt in Gansu, Hubei, dem Autonomen Gebiet Tibet, Sichuan und Yunnan vor. Sie wird bis zu 60 Meter hoch und ihre Nadeln und Zapfen sind größer als die der var. recurvata. Diese Varietät wird in einigen Werken, so auch in der Flora of China als eigene Art Abies ernestii Rehder geführt. Nach WCSP ist sie eine Varietät Abies chensiensis var. ernestii (Rehder) Tang S.Liu von Abies chensiensis.[5] Ein Synonyme für diese Varietät ist Abies beissneriana Rehder & E.H.Wilson.[1]
- Abies recurvata var. recurvata ist die Typusvarietät und kommt in Sichuan und im südwestlichen Gansu vor.[5] Sie wird bis zu 40 Meter hoch und die Nadeln und Zapfen sind kleiner als die der var. ernestii.

## Gefährdung und Schutz
In der Roten Liste der IUCN wird die var. ernestii als „nicht gefährdet“ geführt. Die var. recurvata wird jedoch als „gefährdet“ eingestuft. Als Hauptgefährdungsgrund wird das kleine Verbreitungsgebiet dieser Varietät genannt.